# Paracorallium stylasteroides
Paracorallium stylasteroides is een zachte koraalsoort uit de familie Coralliidae. De koraalsoort komt uit het geslacht Paracorallium. Paracorallium stylasteroides werd in 1882 voor het eerst wetenschappelijk beschreven door Ridley. 